# Route nationale 5a (Madagascar)
Pour les articles homonymes, voir Route 5A.
La route nationale 5a (N 5a) est une route nationale s'étendant de Ambilobe jusqu'à Antalaha à Madagascar.

## Description
La route N5a parcourt 406 kilomètres dans les régions de Diana et de Sava.
De Vohémar à Antalaha, la route est goudronnée et en bon état.
jusqu'en 2020, le tronçon d'Ambilobe à Vohémar n'était pas du tout goudronné et en très mauvais état, lorsque d'importants travaux routiers furent entrepris.
Depuis septembre 2022, cette partie de la route est goudronnée.

## Parcours
Du nord au sud :
- Ambilobe - (croisement de la N 6 menant à  Antsiranana et Ambondromamy)
- Daraina
- Sambava (croisement de la N 3b menant à Andapa)
- Antalaha

## Galerie

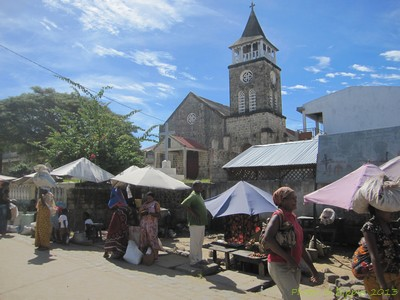
Ambilobe
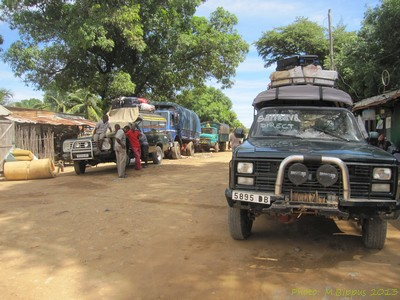
Taxi-brousse entre Ambilobe et Sava.
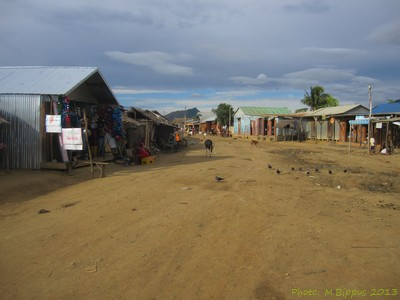
Daraina.
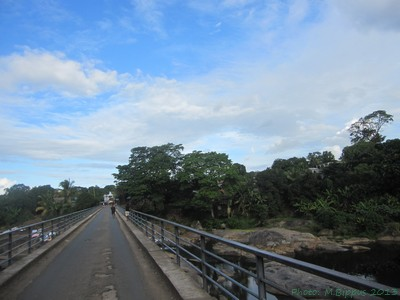
La N5a à Antsirabe Nord
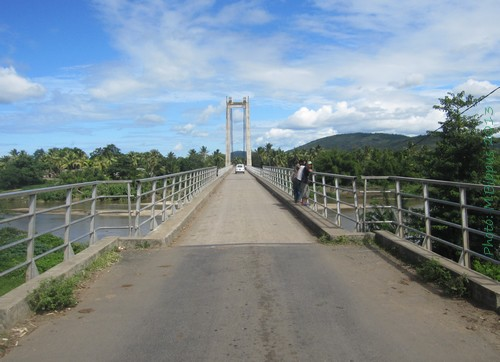
Pont de Fanambana.
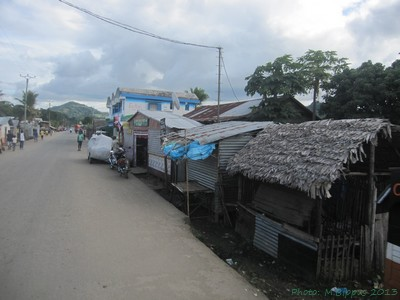
Ampanefena